# 若昂·卡洛斯·特謝拉
若昂·卡洛斯·维拉萨·特謝拉（葡萄牙語：João Carlos Vilaça Teixeira；1993年1月18日—）是一位葡萄牙足球運動員。在場上的位置是中場。現效力中国足球超级联赛球隊上海申花，曾效力於波尔图及利物浦。他也代表葡萄牙各級國青隊參賽。